# Baru (fumettista)
Baru, pseudonimo di Hervé Barulea (talora scritto anche, ma meno correttamente, Hervé Baruléa; Thil, 29 luglio 1947), è un fumettista francese.

## Biografia
Nato da padre italiano e madre bretone, entrambi operai, si interessò al fumetto solo nel 1975 con la lettura delle avventure di Tintin e Spirou, ma abbandonò presto questo tipo di intrattenimento, non soddisfatto del confronto con altre forme narrative.
(Dichiarazione di Baru in occasione di una conferenza tenuta a Lucca nell'ottobre 2001. In Giovanni Scalambra, art. cit., 2002)
Negli anni successivi, iniziò, tuttavia, a ricercare un linguaggio espressivo adeguato per le sue intenzioni di critica sociale di ispirazione socialista. In quest'ottica, superati da poco i trent'anni, si riaccostò al fumetto debuttando nel 1982 come disegnatore sul periodico francese Pilote.
(Ibidem.In Giovanni Scalambra, art. cit., 2002)
Nel 1985, ha ottenuto il premio Alfred du meilleur album français (miglior fumetto d'esordio in lingua francese) al Festival d'Angoulême per il primo volume della serie "Quéquette blues"; nel 1991 ha ricevuto il premio Alph-Art du meilleur album français per "Le Chemin de l'Amérique" (Verso l'America) assieme a Jean-Marc Thévenet e, successivamente nel 1996, per "L'Autoroute du soleil" di cui ha curato anche la sceneggiatura.
I suoi lavori sono stati pubblicati in oltre dieci paesi, tra cui il Giappone per conto della casa editrice Kōdansha. A partire dal 2002, alcune sue opere sono state tradotte in italiano e pubblicate da Kappa Edizioni e Coconino Press: "Gli anni Sputnik" (Les Années Spoutnik, 1999-2003), in quattro volumi; Buon Anno (Bonne année, 1998) serializzata sulla rivista Mondo Naif; Autoroute du Soleil, opera completa in due volumi, e Verso l'America, volume unico su testi di Jean-Marc Thévenet.
Nel 2010 vince il Grand Prix de la ville d'Angoulême.

## Opere
- Quéquette blues, Dargaud, (riedizioni: 3 vol. per Éditions Albin Michel nel 1991 con il titolo di Roulez Jeunesse !; Casterman, 2005)

1. Part. Ouane, 1984
2. Part. Tou, 1986
3. Part. Tri, 1986

- La Piscine de Micheville, Dargaud, 1985 (ried. Albin Michel, 1993)
- La Communion du Mino, Futuropolis, 1985
- Vive la classe!, Futuropolis, 1987
- Cours, camarade!, Albin Michel, 1988
- Le Chemin de l'Amérique, sceneggiatura Jean-Marc Thévenet, Albin Michel, 1990 (ried. per Casterman 1998; Verso l'America, Coconino Press, 2002)
- L'Autoroute du soleil, Casterman, 1995 (ried. in 2 vol. nel 2002; 2 vol. in italiano per Coconino Press, 2000-2001)
- Sur la route encore, Casterman, 1997
- Bonne année, Casterman, 1998
- Les Années Spoutnik, Casterman

1. Le Pénalty, 1999 (Gli anni Sputnik - Il Rigore, Kappa Edizioni, 2002)
2. C'est moi le chef!, 2000 (Gli anni Sputnik - Sono io il capo!, Kappa Edizioni, 2002)
3. Bip bip !, 2002 (Gli anni Sputnik - Bip Bip!, Kappa Edizioni, 2003)
4. Boncornards Têtes-de-lard !, 2003  (Gli anni Sputnik - Combornuti tutti cornuti!, Kappa Edizioni, 2004)

- L'Enragé, coll. Aire Libre, Dupuis

1. Tome 1, 2004 (L'arrabbiato Vol.1,  Coconino Press, 2005)
2. Tome 2, 2006 (L'arrabbiato Vol.2,  Coconino Press, 2006)

- Pauvres Zhéros, adattamento e sceneggiatura di Pierre Pelot, coll. Noirs, Casterman, 2008  (Povere nullità,  Coconino Press, 2010)
- Fais péter les basses, Bruno, 2010  (Pompa i bassi, Bruno!,  Coconino Press, 2011)
- Canicule, adattamento di un romanzo di Jean Vautrin 2013 (La canicola,  Coconino Press, 2014)